# Hedongdian (ort i Kina, Shaanxi, lat 33,20, long 106,97)
Hedongdian är en ort i Kina. Den ligger i provinsen Shaanxi, i den nordvästra delen av landet, omkring 210 kilometer sydväst om provinshuvudstaden Xi'an. Antalet invånare är 25 588. Befolkningen består av 11 338 kvinnor och 14 250 män. Barn under 15 år utgör 10,0 %, vuxna 15-64 år 80 %, och äldre över 65 år 9,0 %.
Runt Hedongdian är det tätbefolkat, med 982 invånare per kvadratkilometer. Närmaste större samhälle är Hanzhongshi, 14,8 km söder om Hedongdian. Trakten runt Hedongdian består till största delen av jordbruksmark.
Genomsnittlig årsnederbörd är 1 044 millimeter. Den regnigaste månaden är juli, med i genomsnitt 226 mm nederbörd, och den torraste är december, med 2 mm nederbörd.